# 日本のチカラ
『日本のチカラ』（にっぽんのチカラ）は、民間放送教育協会（民教協）制作のドキュメンタリー番組である。テレビ朝日では2015年4月19日から放送されている。

## 番組概要
前番組『日本!食紀行』と異なり、1つのテーマにこだわらないのが大きな特徴である。当初は「ものづくり」をメインとしていたが、その後はこれに加えて「生きる力」、「地域活性化」、「食と農」も大きなテーマとなっている。
民教協加盟のテレビ局が放送しており、首都圏では民教協事務局を運営するテレビ朝日が放送しているが、各地域では放送する系列が異なる。また、一部の民教協非加盟局が遅れて放送を行っている。
前番組の『日本!食紀行』までは「文部科学省枠」として文部科学省が番組協力に連ねていたが、本番組では文部科学省に加えて、中小企業基盤整備機構も番組協力に連ねるようになった。また、2018年6月からは総務省が、2019年4月からはJAグループがそれぞれ新たに番組協力に加わった。
放送期間は、4月から翌年2月まで。なお、テレビ朝日系列フルネット局のうち、民教協加盟局でもある3局では2017年10月1日からこれら3局での共同制作番組『サンデーLIVE!!・第1部』（5時50分 - 6時20分）開始のため、同月7日からは土曜5:20 - 5:50に変更することになった。
当番組で取り上げた代表的なものとして、北海道放送が制作した『ヤンキー母校に帰る』の実質的な続編である『北星余市高校廃校危機シリーズ』がある。また、IBC岩手放送や東北放送などが制作した東日本大震災関連の内容をテーマにしたものも少なくない。

## 放送リスト
放送日はテレビ朝日基準。

### 2015年（平成27年）
| 回 | 放送日   | 放送内容                                                             | 制作局       | 備考 |
| -- | -------- | -------------------------------------------------------------------- | ------------ | ---- |
| 1  | 4月19日  | 秋田美人を売りこめ! 〜舞妓復活・女性社長の夢〜                       | 秋田放送     |      |
| 2  | 4月26日  | 世界に一つだけの糸 〜古い機械で生み出す世界品質〜                    | 山形放送     |      |
| 3  | 5月3日   | シャボン玉に夢をのせて                                               | RKB毎日放送  |      |
| 4  | 5月10日  | 徳島発 人でつなぐ集落再生                                            | 四国放送     |      |
| 5  | 5月17日  | 笑顔を打ち上げろ 〜密着!秋田異才花火師 世界に挑む〜                  | 秋田放送     |      |
| 6  | 5月24日  | みんなの桃源郷 〜年間20万人訪れる300人のムラ〜                       | 山形放送     |      |
| 7  | 5月31日  | ドカヘリにかける! 〜オーダーメード・ドローンの挑戦〜                 | 山梨放送     |      |
| 8  | 6月7日   | 「カニカマ製造機」世界をまわる! 〜蒲鉾屋から世界のものづくり企業へ〜 | 山口放送     |      |
| 9  | 6月14日  | ねじガール 〜魔法の手に憧れて〜                                      | 静岡放送     |      |
| 10 | 6月21日  | 世界遺産の町から 〜幸せを運ぶ義肢装具士〜                            | 日本海テレビ |      |
| 11 | 6月28日  | あなたの願いかなえます 〜僕ら発明ブラザーズ〜                        | 宮崎放送     |      |
| 12 | 7月5日   | 夢みる浜のミシン 〜南三陸から縫製技術で世界へ〜                      | 東北放送     |      |
| 13 | 7月19日  | 命を守りたい 〜高知発・防災ものづくり奮闘記〜                        | 高知放送     |      |
| 14 | 7月26日  | ヒロさんの勝負服はメイド･イン･イシカワ                               | 北陸放送     |      |
| 15 | 8月2日   | 過疎の故郷を救え! 〜超人気ジェラート店の奮闘〜                       | 朝日放送     |      |
| 16 | 8月9日   | オヤジと笑うシャッター通り                                           | 山口放送     |      |
| 17 | 8月16日  | 世界にひとつの思い出屋                                               | RKB毎日放送  |      |
| 18 | 8月23日  | 町を捨てよ、海に出よう! さいはての漁師移住プロジェクト               | 北海道放送   |      |
| 19 | 8月30日  | 椿にゾッコン!花咲かオヤジ!!                                          | 琉球放送     |      |
| 20 | 9月6日   | 世界に挑戦!スーパー町工場                                            | テレビ朝日   |      |
| 21 | 9月13日  | 世界へ羽ばたく 妖精の羽 〜川俣シルク〜                               | 福島テレビ   |      |
| 22 | 9月20日  | 冷凍と冷蔵の間で 〜味の新領域へ〜                                    | 日本海テレビ |      |
| 23 | 9月27日  | マッシュルームが、馬と田舎を救う!                                    | IBC岩手放送  |      |
| 24 | 10月4日  | 世界で輝く宝石サンゴ 〜土佐沖の竜宮城からの贈り物〜                  | 高知放送     |      |
| 25 | 10月11日 | お家周りの町医者さん 〜笑顔で元気に！建設会社の挑戦〜                | 西日本放送   |      |
| 26 | 10月18日 | 美濃の山あいから世界へ 〜起死回生のシャワーヘッド〜                  | メ〜テレ     |      |
| 27 | 10月25日 | 港を復活させた男たち 〜房総・イセエビ漁師の絆〜                      | テレビ朝日   |      |
| 28 | 11月1日  | 人口5万人の町から世界へ快進撃! 〜ハンドバッグメーカーの挑戦〜        | 山陰放送     |      |
| 29 | 11月8日  | "そうめん"でアスリートのチカラになりたい! 〜そして、世界へ〜         | 長崎放送     |      |
| 30 | 11月15日 | 沖縄の赤瓦を暮らしに 〜父と子の挑戦〜                                | 沖縄テレビ   |      |
| 31 | 11月22日 | 奇跡のジーンズ ふたたび〜気仙沼に青い風が吹く!〜                     | 東北放送     |      |
| 32 | 11月29日 | 未来へはばたけ!僕らのメガネ 〜日本一の鯖江から世界へ〜               | 福井放送     |      |
| 33 | 12月6日  | 世界の料理人が認めた"ひと振り" 〜老舗蔵元こだわりの「鮎魚醤」〜      | 大分放送     |      |
| 34 | 12月13日 | 富山・黒部から世界へ!半農半芸歌手が作るヤギチーズ                    | 北日本放送   |      |
| 35 | 12月20日 | 世界がとりこ!高級爪切り 〜鍛冶屋の工場革命〜                         | 新潟放送     |      |
| 36 | 12月27日 | 屋久島発!輝け高校生!! 〜生きる力を育む授業〜                         | 南日本放送   |      |

### 2016年（平成28年）
| 回 | 放送日   | 放送内容                                                      | 制作局       | 備考 |
| -- | -------- | ------------------------------------------------------------- | ------------ | ---- |
| 37 | 1月10日  | ブナから生まれる曲線美 〜「BUNAKO」津軽から世界へ〜           | 青森放送     |      |
| 38 | 1月17日  | 燃焼おやじの燃える哲学                                        | 信越放送     |      |
| 39 | 1月24日  | 凍りつく大地の熱き麵々(めんめん) 〜日本一"そばの町"の1年〜    | 北海道放送   |      |
| 40 | 1月31日  | 縫製工場の技を世界のブランドへ                                | 熊本放送     |      |
| 41 | 2月7日   | マグロに恋した女子高生 〜フィッシュガールの挑戦〜             | 南海放送     |      |
| 42 | 2月14日  | チャレンジが地域を変える! 〜夢を叶える冒険カフェ〜            | 中国放送     |      |
| 43 | 4月17日  | みらいへの約束 〜東日本大震災から5年 被災文化財を救え〜       | IBC岩手放送  |      |
| 44 | 4月24日  | フライパンに魔法をかけた男 〜厚さ1.5mmの壁〜                  | メ〜テレ     |      |
| 45 | 5月1日   | 不思議カフェ 〜高校生が作る居場所〜                           | 四国放送     |      |
| 46 | 5月8日   | ふるさとを忘れない 〜かりんとうがつなぐ鳥取と宮城〜           | 日本海テレビ |      |
| 47 | 5月15日  | クール!KENDAMA 木の匠たち 〜競技用けん玉日本一の工房〜        | 山形放送     |      |
| 48 | 5月22日  | 大逆転!甦った町の水族館 〜飼育員たちのユニーク展示術〜        | メ〜テレ     |      |
| 49 | 5月29日  | 森林（もり）と生きる〜美林の里の宝もの〜                      | 山形放送     |      |
| 50 | 6月5日   | 美人が育むふるさとの夢 〜若き杜氏達が目指すもの〜             | 山口放送     |      |
| 51 | 6月26日  | 美肌の湯 にぎわい復活物語 〜みんなが見つけた町の自慢〜        | 日本海テレビ |      |
| 52 | 7月17日  | 森の恵みを届けます 〜秋田・27歳 女性社長の挑戦〜              | 秋田放送     |      |
| 53 | 7月24日  | "おさがり"で地域をつなぐ 〜母の力で切り開く学生服リユース店〜 | 西日本放送   |      |
| 54 | 7月31日  | 美味しさを追求!食品サンプル 女性職人のチャレンジ              | テレビ朝日   |      |
| 55 | 8月7日   | 和船復活に燃える船大工〜54歳差!!師弟のフシギな絆〜            | 朝日放送     |      |
| 56 | 8月14日  | 復興のうたが聞こえる〜さんさん商店街ものがたり〜              | 東北放送     |      |
| 57 | 8月21日  | 高校生水族館 竜宮城があった町                                 | 南海放送     |      |
| 58 | 8月28日  | 秋田発!熱血社長の箱入り娘 〜被災地で動く 夢の真空包装機〜     | 秋田放送     |      |
| 59 | 9月4日   | 希望のかけはし 〜割り箸に込める折れない心〜                   | 福島テレビ   |      |
| 60 | 9月11日  | つかまれ!のぼれ!〜カエルと少女とシュロの糸〜                  | 山口放送     |      |
| 61 | 9月18日  | 走れ!夫婦ライダー物語 〜凸凹コンビのススム道〜                | 北陸放送     |      |
| 62 | 9月25日  | 仙人ノ味ヲ再現セヨ! 〜灼熱の鋳物屋魂〜                        | IBC岩手放送  |      |
| 63 | 10月2日  | 越中八尾のカラフル和紙 〜おわらの街に生きる人々〜             | 北日本放送   |      |
| 64 | 10月9日  | ふるさとに感謝! 〜男子新体操部 日本一への挑戦〜               | 宮崎放送     |      |
| 65 | 10月16日 | 旅する宅配ピザ屋さん 〜富士の麓から笑顔を届けます〜           | 山梨放送     |      |
| 66 | 10月23日 | 下町パワーで世界に挑戦！夢の台風発電                          | テレビ朝日   |      |
| 67 | 10月30日 | ブラジル番長 人生はセカンドチャンス!                          | RKB毎日放送  |      |
| 68 | 11月6日  | Welcome to 沼津 〜ご当地アイドルが故郷を救う〜                | 静岡放送     |      |
| 69 | 11月13日 | おらんくの雫〜土佐の石灰メーカー ワインづくりへ挑戦〜         | 高知放送     |      |
| 70 | 11月20日 | 江戸時代からの伝統を再び! 地域を照らす和傘工房の挑戦          | 大分放送     |      |
| 71 | 11月27日 | 大隅半島発!あしたのやさい                                     | 南日本放送   |      |
| 72 | 12月4日  | 廃校×人×食育=あいあいファーム                                 | 沖縄テレビ   |      |
| 73 | 12月11日 | 和のしずく 〜国産漆の守り手たち〜                             | IBC岩手放送  |      |
| 74 | 12月18日 | 森とパンと古民家と 〜笑顔がいっぱい"きらめ樹"隊!〜            | 信越放送     |      |
| 75 | 12月25日 | サバの魔法使い〜水産加工で八戸を元気に!                       | 青森放送     |      |

### 2017年（平成29年）
| 回     | 放送日   | 放送内容                                                                                     | 制作局       | 備考                        |
| ------ | -------- | -------------------------------------------------------------------------------------------- | ------------ | --------------------------- |
| 76     | 1月8日   | 地域をつなぐ「都市油田」〜熊本からオリンピックへ〜                                           | 熊本放送     |                             |
| 77     | 1月15日  | 白い鉱物で"美"を発信〜奥三河産セリサイトの魅力〜                                             | メ〜テレ     |                             |
| 78     | 1月22日  | 1ミリにかける誇り〜みかわち焼再興へ"卵殻手"に挑む〜                                          | 長崎放送     |                             |
| 79     | 1月29日  | 何でもカタめて夢をカタチに! 〜鳥取発 驚異の技術 宇宙へ!?〜                                   | 山陰放送     |                             |
| 80     | 2月5日   | カミフルへようこそ 〜まるで絵本のような商店街〜                                              | 新潟放送     |                             |
| 81     | 2月12日  | 未来へ響け!槌の音 〜若き鍛冶職人の挑戦〜                                                     | 福井放送     |                             |
| 82     | 2月19日  | 赤い果実は町の宝 〜沖縄県本部町のアセローラ〜                                                | 琉球放送     |                             |
| 83     | 2月26日  | 伝統芸能が町を変えた! 熱狂!スーパー神楽!!                                                    | 中国放送     |                             |
| 84     | 3月5日   | ナイスショットは雪の上で 〜日本初!ウインターゴルフ〜                                         | 北海道放送   |                             |
| 85     | 4月16日  | ローカル線復活物語 〜廃線の危機を救え〜                                                      | テレビ朝日   |                             |
| 86     | 4月23日  | 共にあゆむ〜介護靴メーカーの挑戦〜                                                           | 西日本放送   |                             |
| 87     | 4月30日  | ラップで廃校阻止!北星余市高・生徒会長の激闘486日 前編                                        | 北海道放送   |                             |
| 88     | 5月7日   | ラップで廃校阻止!北星余市高・生徒会長の激闘486日 後編                                        | 北海道放送   |                             |
| 89     | 5月14日  | めざせ!庶民の宇宙旅行〜愛知発 ベンチャー企業の挑戦                                           | メ〜テレ     |                             |
| 90     | 5月21日  | 秋田で学ぼう 〜教育留学200日の記録〜                                                         | 秋田放送     |                             |
| 91     | 5月28日  | ペットを救え!海を渡る獣医さん                                                                | 日本海テレビ |                             |
| 92     | 6月4日   | とことん映画が好きだから 〜シアタードーナツの挑戦〜                                          | 琉球放送     |                             |
| 特別編 | 6月11日  | 民教協50周年特別放送 2016年度文部科学大臣賞受賞作品 未来へ響け! 槌の音〜若き鍛冶職人の挑戦〜 | 福井放送     | 第81回（2月12日）の再編集版 |
| 93     | 6月25日  | いつも心に「ハレ」の日を〜彩り結ぶ加賀百万石の水引〜                                         | 北陸放送     |                             |
| 94     | 7月2日   | 負けてたまるか!〜自称日本一小さい蔵 泡盛に挑む〜                                             | 高知放送     |                             |
| 95     | 7月9日   | POPに命を吹き込め!〜八ヶ岳のスーパー奮闘日記〜                                               | 山梨放送     |                             |
| 96     | 7月23日  | 結婚しようよ 石巻ウェディング物語                                                            | 東北放送     |                             |
| 97     | 7月30日  | 笑顔と緑と水の里 〜ドローンで広がる町の未来〜                                                | 四国放送     |                             |
| 98     | 8月6日   | 商店街のニューシネマパラダイス                                                               | 信越放送     |                             |
| 99     | 8月13日  | 歌う!まちづくりの仕掛け人〜能登を元気にするきょうだい〜                                      | 北陸放送     |                             |
| 100    | 8月20日  | WILDLIFE 硫黄島                                                                              | 南日本放送   |                             |
| 101    | 8月27日  | 上げる動かす守る 〜歴史を支える土木工法・曳家（ひきや）〜                                    | 山形放送     |                             |
| 102    | 9月3日   | 世界を駆ける!青森黒にんにく 〜命を吹き込まれた野菜たち〜                                     | 青森放送     |                             |
| 103    | 9月10日  | たくましき三陸マーメイド                                                                     | IBC岩手放送  |                             |
| 104    | 9月17日  | 1500年をつなぐ紙〜女神が漉く伝統〜                                                           | 福井放送     |                             |
| 105    | 9月24日  | 僕らのシルクロード 〜機屋兄弟奮闘記〜                                                        | 新潟放送     |                             |
| 106    | 10月7日  | SAMURAIシルク世界へ! 〜ニッポン北限の絹産地の挑戦                                            | 山形放送     |                             |
| 107    | 10月14日 | 浅草発!世界が驚く技〜命を吹き込む飴細工〜                                                    | テレビ朝日   |                             |
| 108    | 10月21日 | 君と、君の椅子の12年                                                                         | 北海道放送   |                             |
| 109    | 10月28日 | 伝統に旋風!〜天領の下駄王子〜                                                                | 大分放送     |                             |
| 110    | 11月4日  | 人工乳房で微笑みを 〜常滑焼 「型」職人の挑戦〜                                               | メ〜テレ     |                             |
| 111    | 11月11日 | 林業はロマン 〜緑の扉を開く女性〜                                                            | 日本海テレビ |                             |
| 112    | 11月18日 | あの味を取り戻せ! 〜岩泉ヨーグルト・台風被害からの復活〜                                     | IBC岩手放送  |                             |
| 113    | 11月25日 | 千歳鶴〜復活料亭の土佐芸妓とよさこいと〜                                                     | 高知放送     |                             |
| 114    | 12月2日  | YAKI-TORI 〜人情派女将の鉄板ルネッサンス〜                                                   | 南海放送     |                             |
| 115    | 12月9日  | 上手な"助けて"の伝え方 〜ホームレス一座参上                                                  | RKB毎日放送  |                             |
| 116    | 12月16日 | 手のひらに願いをのせて〜木のおもちゃで幸せをデザイン〜                                       | 福島テレビ   |                             |
| 117    | 12月23日 | 雨にも負けず 〜たけちゃんとふきちゃんのニジマス池〜                                          | 静岡放送     |                             |

### 2018年（平成30年）
| 回  | 放送日   | 放送内容                                                        | 制作局         | 備考 |
| --- | -------- | --------------------------------------------------------------- | -------------- | ---- |
| 118 | 1月6日   | 水と米に生きる 〜滋賀・若手コメ農家の挑戦                       | 朝日放送       |      |
| 119 | 1月13日  | 50年越しのありがとう 宮崎〜青森 文通物語                        | 宮崎放送       |      |
| 120 | 1月20日  | 小さな店の大きな役割 〜国頭村奥共同店〜                         | 沖縄テレビ     |      |
| 121 | 1月27日  | まごころスーツ                                                  | 長崎放送       |      |
| 122 | 2月3日   | 真砂"おさんぽ"の村から                                          | 山陰放送       |      |
| 123 | 2月10日  | 風を受けて走ろう 〜富山発!夢の電気三輪車〜                      | 北日本放送     |      |
| 124 | 2月17日  | 水俣・ふたりの工房                                              | 熊本放送       |      |
| 125 | 2月24日  | 田舎は宝の山 〜外国人の感動体験ツアー〜                         | 中国放送       |      |
| 126 | 3月3日   | 故郷を守りたい〜島の漁師と女性リーダーが挑む漁業維新〜          | 山口放送       |      |
| 127 | 4月21日  | 幻の里芋を届けたい フリーターから転身した若手農家の挑戦         | 東北放送       |      |
| 128 | 4月28日  | 石は心で彫る! 〜三河石工の"あととり娘"〜                        | メ〜テレ       |      |
| 129 | 5月5日   | 廃校危機なら俺が行く! 助っ人は"三味線"高校生                    | 北海道放送     |      |
| 130 | 5月12日  | 女性銭湯絵師が描く未来 〜富士山への想い〜                       | テレビ朝日     |      |
| 131 | 5月19日  | 私の仕事は八雲塗 〜漆に魅せられた女性職人〜                     | 日本海テレビ   |      |
| 132 | 5月26日  | 龍宮の海に 〜70歳漁師・感謝の船出〜                             | 朝日放送テレビ |      |
| 133 | 6月2日   | 破天荒社長の型破り経営術〜楽しいTシャツの作り方〜               | 北陸放送       |      |
| 134 | 6月9日   | 緩まないネジから1,000の商品を生み出せ                           | 山梨放送       |      |
| 135 | 6月23日  | 秋田発 ヒト売る雑貨屋 ~きまぐれ店主、独自の流儀〜               | 秋田放送       |      |
| 136 | 6月30日  | 鳥取オヤジ奮闘記 〜井戸端会議をもういちど!!〜                   | 山陰放送       |      |
| 137 | 7月7日   | 大空に描くキボウ〜パイロット志願！若者たちの学び舎〜            | メ〜テレ       |      |
| 138 | 7月14日  | 大人のゆりかご "揺れ"に無限の可能性                             | RKB毎日放送    |      |
| 139 | 7月21日  | 昭和のお菓子をこどもたちに〜73歳で始めたポン菓子職人            | 四国放送       |      |
| 140 | 7月28日  | 太陽のまちの台所 〜楽しい移動販売&0円キッチン!!〜               | 西日本放送     |      |
| 141 | 8月4日   | 畳のゆくえ 〜1/4の可能性〜                                      | 山形放送       |      |
| 142 | 8月11日  | 伝統を受け継ぐ女性職人 〜江戸風鈴4代目の挑戦〜                  | テレビ朝日     |      |
| 143 | 8月18日  | 欲しい街の創り方 〜花巻・旅館再生&巨大ソフト〜                  | IBC岩手放送    |      |
| 144 | 8月25日  | お茶と和菓子とオランダと                                        | 長崎放送       |      |
| 145 | 9月1日   | "古い"が新鮮 〜レコード文化を守る女性たち〜                     | 山形放送       |      |
| 146 | 9月8日   | ジビエの極意 〜マルチハンター片桐邦雄の世界〜                   | 静岡放送       |      |
| 147 | 9月15日  | 沖縄発!響け美（ちゅ）ら音!〜さとうきび畑の楽器工房〜            | 琉球放送       |      |
| 148 | 9月22日  | 出張!プラネタリウム 〜星と人をつなぐ 宙先（そらさき）案内人〜   | 山梨放送       |      |
| 149 | 9月29日  | 新潟・食の実験レストラン 〜めざせ!美食の街〜                    | 新潟放送       |      |
| 150 | 10月6日  | 北限のシラス 〜新名物で ふるさと復興!〜                         | 東北放送       |      |
| 151 | 10月13日 | 目指せ☆エダマメレボリューション 〜秋田発・27歳 農家女子の挑戦〜 | 秋田放送       |      |
| 152 | 10月20日 | そこにある宝物 〜鳥取発!写真家の生きる道〜                      | 日本海テレビ   |      |
| 153 | 10月27日 | 光で元気を!産調ガールズが行く                                   | 山形放送       |      |
| 154 | 11月3日  | 再発見!土佐備長炭 〜若き炭焼き職人の夢〜                        | 高知放送       |      |
| 155 | 11月10日 | 届け!一生懸命 過疎の町のウォーターボーイズ                      | 山口放送       |      |
| 156 | 11月17日 | 天地源流 〜打て!魂の鼓動 ゆふいんの風にのれ〜                   | 大分放送       |      |
| 157 | 11月24日 | 棚田のコメをNYの食卓へ 〜長野発!山村農業の再生に挑む若者たち〜  | 信越放送       |      |
| 158 | 12月1日  | バナナおじさん、走る!愛媛発 雪も降る山里でバナナ栽培!?          | 南海放送       |      |
| 159 | 12月8日  | まち・ひと・医者 〜福井発!赤ふん坊やと地域医療〜                | 福井放送       |      |
| 160 | 12月15日 | 畳と縁（よすが）〜人生の節目を畳で祝う〜                        | 沖縄テレビ     |      |
| 161 | 12月22日 | Tell me Aomori -青森と世界をつなぐ翻訳アプリ-                   | 青森放送       |      |

### 2019年（平成31年/令和元年）
| 回  | 放送日   | 放送内容                                                          | 制作局         | 備考           |
| --- | -------- | ----------------------------------------------------------------- | -------------- | -------------- |
| 162 | 1月5日   | 天草ボタンに思いを込めて                                          | 熊本放送       |                |
| 163 | 1月12日  | 食の記憶を未来へ 〜郷土料理コーディネーターのレシピ集〜           | 南日本放送     |                |
| 164 | 1月19日  | 笑顔あふれるサツマイモ!〜宮崎発! 世界を目指す急成長企業!〜        | 宮崎放送       |                |
| 165 | 1月26日  | 一万人のカリスマ! 農業に革命を起こす "農チューバー"               | 中国放送       |                |
| 166 | 2月2日   | いつか空から花を見て〜桜に託した故郷への想い〜                    | 福島テレビ     |                |
| 167 | 2月9日   | 調律じいちゃん 〜今、人生フォルティシモ!〜                        | 北日本放送     |                |
| 168 | 2月16日  | 北海道からワールドへ 〜地域を生かせ!感動のモノ作り〜              | 北海道放送     |                |
| 169 | 4月20日  | 秋田発!ソーセージ革命 〜食べるの大好きタベルスキ社長の挑戦〜      | 秋田放送       |                |
| 170 | 4月27日  | 里山から夢のピッチへ 〜小さな女子サッカーチームの挑戦〜           | 新潟放送       | 平成最後の放送 |
| 171 | 5月4日   | 働く馬の伝道師                                                    | IBC岩手放送    | 令和最初の放送 |
| 172 | 5月11日  | 週末チェーンソー 〜クルマのまち 豊田で里山を救う〜                | メ〜テレ       |                |
| 173 | 5月18日  | 笑顔の遺品整理士 〜家族の思いに寄り添って〜                       | 山梨放送       |                |
| 174 | 5月25日  | 嵐のち"春" 〜北星余市高 4年間の激闘〜                             | 北海道放送     |                |
| 175 | 6月1日   | バカがおらんと始まらんよ 〜おじいちゃん漁師と廃校水族館〜         | 高知放送       |                |
| 176 | 6月8日   | よみがえる思いと音色 〜楽器修理人が歩む昭和・平成・令和〜         | 北陸放送       |                |
| 177 | 6月22日  | 笑顔の村 〜昔話の世界に生きる〜                                   | 朝日放送テレビ |                |
| 178 | 6月29日  | TSUNANI VIOLIN 〜未来へ紡ぐ優しき音色〜                           | テレビ朝日     |                |
| 179 | 7月6日   | 思い出の本、なおします 〜ブックスドクター診冊記〜                 | 山形放送       |                |
| 180 | 7月13日  | 生より旨い冷凍の魚 〜三陸は世界の台所〜                           | IBC岩手放送    |                |
| 181 | 7月27日  | ようこそ湯平へ 〜山間の小さな温泉旅館物語〜                       | 大分放送       |                |
| 182 | 8月3日   | いきがいのまち 〜最期まで自分らしい人生を〜                       | 琉球放送       |                |
| 183 | 8月10日  | 笑顔咲く白バラ牛乳物語 〜鳥取のソウルドリンク〜                   | 日本海テレビ   |                |
| 184 | 8月17日  | 年中無休!走る本屋さん 〜子どもたちに笑顔を〜                      | 静岡放送       |                |
| 185 | 8月24日  | 日本でたった一人の男性芸者 〜亡き母と歩む茨の道〜                 | テレビ朝日     |                |
| 186 | 8月31日  | "だがし"で笑顔に!! 〜日本最大級だがし店の大いなる夢〜             | 西日本放送     |                |
| 187 | 9月7日   | 宇宙は みんなのもの 〜日本初!民間ロケット成功の先〜               | 北海道放送     |                |
| 188 | 9月14日  | 目指せ!一発逆転 〜町工場3000日の奮闘記〜                          | 秋田放送       |                |
| 189 | 9月21日  | あいつなぐ 〜ジャパンブルーに魅せられた高校生たち〜               | 四国放送       |                |
| 190 | 9月28日  | しろね子フルーツ 〜プラムで笑顔を届けます〜                       | 新潟放送       |                |
| 191 | 10月5日  | アルミ加工 一直線!! 〜遊び心で技を磨け〜                          | 北日本放送     |                |
| 192 | 10月12日 | 島に生きる 〜キナ子さんの夏物語〜                                 | 東北放送       |                |
| 193 | 10月19日 | 長谷を真っ赤に染めよう 〜信州発!中学生がトウガラシに夢中?〜       | 信越放送       |                |
| 194 | 10月26日 | 完成!クレープロボット 〜ローテクが開く未来の食卓〜                | 静岡放送       |                |
| 195 | 11月2日  | ブラック商店街 〜アブナイ商店街ではありません〜                   | 南海放送       |                |
| 196 | 11月9日  | 辛くてうまい!島根わさび 〜一流料理人が絶賛!味の秘密に迫る〜       | 山陰放送       |                |
| 197 | 11月16日 | みずあかり 〜町をつくる 人をつくる〜                              | 熊本放送       |                |
| 198 | 11月23日 | おいでよ!つくる邸 〜坂暮らしのレシピ〜                            | 長崎放送       |                |
| 199 | 11月30日 | 日本一のトマト産地を未来へ 〜熊本・八代平野〜                     | 熊本放送       |                |
| 200 | 12月7日  | おらほのワイン醸造中! 〜信州で農業に挑む若者たち〜                | 信越放送       |                |
| 201 | 12月14日 | 甘くてシャキシャキ!山形セルリー 〜異業種から農家へ!若者たちの夢〜 | 山形放送       |                |
| 202 | 12月21日 | 岐阜から夢のコートへ 〜二刀流!女子バレーボールチームの挑戦!〜     | メ〜テレ       |                |

### 2020年（令和2年）
| 回  | 放送日   | 放送内容                                                         | 制作局       | 備考         |
| --- | -------- | ---------------------------------------------------------------- | ------------ | ------------ |
| 203 | 1月4日   | 海をわたる農業 〜土でつながる世界の輪〜                          | 福井放送     |              |
| 204 | 1月11日  | 広島発!幸せを呼ぶ情熱のチンゲンサイ                              | 中国放送     |              |
| 205 | 1月18日  | フミくんカンちゃんの"ひなた"暮らし 〜旅好き夫婦の古民家食堂〜    | 宮崎放送     |              |
| 206 | 1月25日  | ど・ローカル閃隊 タネガシマン                                    | 南日本放送   |              |
| 207 | 2月1日   | 人生いまが一番(笑) うちら高森チンドン隊                          | 山口放送     |              |
| 208 | 2月8日   | 親子のコーヒードリーム! 〜沖縄から世界へ! オンリーワンの味わい〜 | 沖縄テレビ   |              |
| 209 | 2月15日  | 夏に、冬に、咲く 〜夫婦がつむぐ線香花火〜                        | RKB毎日放送  |              |
| 210 | 2月22日  | イネ子の元気やさい 〜ストーブ列車でアスパラいかが?〜             | 青森放送     |              |
| 211 | 4月18日  | 自然がつなげる命の輝き                                           | 福島テレビ   |              |
| 212 | 4月25日  | 壁に願いを ～安らぎのホスピタルアート～                          | 高知放送     |              |
| 213 | 5月2日   | みんなのロケット ～信州発！若きエンジニアたちの夢～              | 信越放送     |              |
| 214 | 5月9日   | 人生を2倍楽しんでおります！ ～全盲先生、暗闇ニモマケズ～         | テレビ朝日   |              |
| 215 | 5月16日  | 今が旬！りんご娘 ～笑顔きらめく津軽ドリーム～                    | 青森放送     |              |
| 216 | 5月23日  | 得意を売ろう！ ～ママたちの夢舞台・・・マンマメルカート～        | 山梨放送     |              |
| 217 | 5月30日  | ３７歳不屈のレスラー ～岩手発 熱きローカル魂！～                 | IBC岩手放送  |              |
| 218 | 6月6日   | 宇宙はみんなのもの ～日本初！民間ロケット成功の先～              | 北海道放送   | #187の再放送 |
| 219 | 6月13日  | みんなの秘密基地 ～ツリーハウスで遊ぼう～                        | 北陸放送     |              |
| 220 | 6月20日  | なりたい自分になるって決めたんだ ～夢見る 車いす少女～           | 山形放送     |              |
| 221 | 6月27日  | TSUNAMI VIOLIN ～未来へ紡ぐ悲しき音色～                          | テレビ朝日   | #178の再放送 |
| 222 | 7月4日   | しまのリトルダンサー                                             | 南海放送     |              |
| 223 | 7月11日  | まちごと美術館 ～アートで広がる共生社会～                        | 新潟放送     |              |
| 224 | 7月18日  | ハタハタ漁村に咲くアジサイ ～寺がつなぐ笑顔の和～                | 秋田放送     |              |
| 225 | 7月25日  | 瑠美とアディーのざら茶 ～小京都・津和野のお茶革命～              | 日本海テレビ |              |
| 226 | 8月1日   | 僕の先生、絶対怒らない ～これが未来の学習塾～                    | 山形放送     |              |
| 227 | 8月8日   | 美しい桃 届けます ～若き精鋭集団の夢～                           | 西日本放送   |              |
| 228 | 8月15日  | 海とパインのサマースノー                                         | 沖縄テレビ   |              |
| 229 | 8月22日  | おいしい笑顔をつくりたい ～母なるレトルトスープ～                | 大分放送     |              |
| 230 | 8月29日  | ペンターン女子～半島で私らしく生きる!～                          | 東北放送     |              |
| 231 | 9月5日   | ひとりじゃない ～ママが行く!復興への道～                         | 信越放送     |              |
| 232 | 9月12日  | 好きを形になる仕事 ～フィギュアで街を元気に～                    | 山陰放送     |              |
| 233 | 9月26日  | 毎日がいいね! ～田中達也のニューライフ～                         | 南日本放送   |              |
| 234 | 10月3日  | 土佐の幸を一堂に! ～とさのさとの夢～                             | 高知放送     |              |
| 235 | 10月10日 | ジャガールとブルガール ～じゃがいも農家の救世主～                | 長崎放送     |              |
| 236 | 10月17日 | 小さな夢旅を!! ～鹿児島発 ローカルバスの未来～                   | 南日本放送   |              |
| 237 | 10月24日 | ママが輝くとき 一人一人の1番を磨こう                             | 南海放送     |              |
| 238 | 10月31日 | 走れ!夢をのせた車 ～北海道・広がるやさしさの輪～                 | 北海道放送   |              |
| 239 | 11月7日  | しげさんからの10万円 ～未来に種まく農チューバー～                | 中国放送     |              |
| 240 | 11月14日 | 元気いっぱい!もりのこえん ～里山ようちえんから広がる元気の輪～   | 山口放送     |              |
| 241 | 11月21日 | 能登から始めよう!～めざせ自然栽培の聖地～                        | 北陸放送     |              |
| 242 | 11月28日 | ヒメタツに魅せられて ～再生へ向かう 誇りの海～                   | 熊本放送     |              |
| 243 | 12月5日  | 走れ!やさいバス ～リケジョママ社長の挑戦～                       | 静岡放送     |              |
| 244 | 12月12日 | 食べてビックリ!～夫婦で作る具志頭ピーマン～                      | 琉球放送     |              |
| 245 | 12月19日 | 志野さんの塩 ～百の笑いが響く～                                  | 福井放送     |              |

### 2021年（令和3年）
| 回  | 放送日   | 放送内容                                                             | 制作局         | 備考 |
| --- | -------- | -------------------------------------------------------------------- | -------------- | ---- |
| 246 | 1月9日   | みんなで作ろう ガッツ米!～峰の子 成長日記～                          | RKB毎日放送    |      |
| 247 | 1月16日  | 富山発 冒険に出よう! ～活気づけ!じいさんも、ばあさんも、千場産業も～ | 北日本放送     |      |
| 248 | 1月23日  | 笑顔のくるま工房 ～仲良し夫婦が描く夢～                              | 宮崎放送       |      |
| 249 | 1月30日  | 徳島発! マミさんの極上ゆず ～父が残したメッセージ～                  | 四国放送       |      |
| 250 | 2月6日   | 幸せのイチゴ ～シングルマザー 第二の人生～                           | 朝日放送テレビ |      |
| 251 | 2月13日  | 100年先も昭和 ～日本一のかすみ草が作る未来～                         | 福島テレビ     |      |
| 252 | 2月20日  | へきなん美人に魅せられて ～たかがニンジン、されどニンジン～          | メ～テレ       |      |
| 253 | 4月17日  | 笑顔の先に ～私は日系ブラジル人落語家～                              | テレビ朝日     |      |
| 254 | 4月24日  | あかねさんの幸せ弁当 ～子育てママ…ドタバタ物語～                     | 四国放送       |      |
| 255 | 5月1日   | 北の離島は人生のリング ～移住漁師・感涙の6年間～                     | 北海道放送     |      |
| 256 | 5月8日   | ノーマンブラザーズ物語 ～養鶏ってかっこいい～                        | 琉球放送       |      |
| 257 | 5月15日  | えがおのスイートポテト                                               | 静岡放送       |      |
| 258 | 5月22日  | 駆け出しは30歳 ～炎でつくりたい～                                    | 山口放送       |      |
| 259 | 5月29日  | “くだらないもの”が叶える夢 ～愛知・一宮の町工場から～                | メ～テレ       |      |
| 260 | 6月5日   | ラガーマンと、菊の花。～秋田発 31歳のスマート農業～                  | 秋田放送       |      |
| 261 | 6月12日  | 心をつなぐキーマカレー ～お寺のこども食堂～                          | テレビ朝日     |      |
| 262 | 6月19日  | 俺たち、ムロヤ青年会 ～ゆるく 楽しく 根気よく～                      | 新潟放送       |      |
| 263 | 6月26日  | とうちゃんは芽葺師 ～北アルプス 麓の村の1年～                        | 信越放送       |      |
| 264 | 7月3日   | 福祉をオシャレに!～ここが私の働く場所～                              | 琉球放送       |      |
| 265 | 7月10日  | ワンコインで地球をクリーンアップ!?                                   | 沖縄テレビ     |      |
| 266 | 7月17日  | みらいチケット ～子どもたちを支える善意のカレー食堂～                | 朝日放送テレビ |      |
| 267 | 7月24日  | 職業 サラリーマン漁師 ～初心者OK!ボーナスあり!～                     | 高知放送       |      |
| 268 | 7月31日  | デデデデデンケン物語 ～ミセス電子顕微鏡の日常～                      | 日本海テレビ   |      |
| 269 | 8月7日   | 青のり家族 ～田舎 楽しんでいます!～                                  | 南海放送       |      |
| 270 | 8月14日  | 僕、わさび屋だもん                                                   | 静岡放送       |      |
| 271 | 8月21日  | これがおれたちの伝統 ～人と鳥がつないだ450年～                       | 中国放送       |      |
| 272 | 8月28日  | 山のガッコウ ～三重発“教えない教育”～                                | メ～テレ       |      |
| 273 | 9月4日   | ブロッコリーに恋をした。知名度アップに奮闘中!                        | 日本海テレビ   |      |
| 274 | 9月11日  | 長崎 温泉蒸す女 ～明るく楽しく元気よく!～                            | 長崎放送       |      |
| 275 | 9月18日  | 夢みる軽トラ ～南三陸 ほのか日記～                                   | 東北放送       |      |
| 276 | 9月25日  | リアル THE 島暮らし ～山形の離島…飛島～                              | 山形放送       |      |
| 277 | 10月2日  | きょうも元気に! 鹿児島発“走るスーパー”                               | 南日本放送     |      |
| 278 | 10月9日  | 町工場のサンタクロース ～強くて弱い磁石が引き寄せる未来～            | IBC岩手放送    |      |
| 279 | 10月16日 | ひょうたん温泉物語 ～人こそ財産!～                                   | 大分放送       |      |
| 280 | 10月23日 | 雑談が仕事! ～山形発!おいしいブドウの秘密～                          | 山形放送       |      |
| 281 | 10月30日 | あこがれの海女 ～ふる里の伝統を受け継ぐ～                            | 福井放送       |      |
| 282 | 11月6日  | “笑顔”が支える大黒柱 ～元落語家と子どもたち～                        | 宮崎放送       |      |
| 283 | 11月13日 | 雪男と雪美人 ～新潟発! 輝くユリの誇り～                              | 新潟放送       |      |
| 284 | 11月20日 | ユズと将棋と筋トレと ～みんなで支える農福連携～                      | 高知放送       |      |
| 285 | 11月27日 | 発進!ト楽ター ～農業の未来を拓け～                                   | 北海道放送     |      |
| 286 | 12月4日  | 里山キラリ 農ライフ ～金沢ゆずと加賀野菜～                           | 北陸放送       |      |
| 287 | 12月11日 | 地球とつながる男 ミシュランシェフの給食革命                          | RKB毎日放送    |      |
| 288 | 12月18日 | 生きがい交差点 ～人と人が織りなす「まちの駅」～                      | 福島テレビ     |      |

### 2022年（令和4年）
| 回  | 放送日   | 放送内容                                                        | 制作局         | 備考 |
| --- | -------- | --------------------------------------------------------------- | -------------- | ---- |
| 289 | 1月8日   | 下戸が学生結婚したら、雪国にワイナリーができました。            | 北日本放送     |      |
| 290 | 1月15日  | シンタと妻と娘たち〜おいしい宮城 届けます!〜                    | 東北放送       |      |
| 291 | 1月22日  | 絵は心の鏡〜文字が読めないアーティスト〜                        | 青森放送       |      |
| 292 | 1月29日  | 亡き兄、そして厳格な父へ…〜静かな決意と山梨マンゴー〜           | 山梨放送       |      |
| 293 | 2月5日   | あしたの風にのって〜小豆島…波乗り社長の挑戦〜                   | 西日本放送     |      |
| 294 | 2月12日  | 宇宙イチの山師!?〜ピンク髪社長とナチュラル母ちゃん〜            | 熊本放送       |      |
| 295 | 4月16日  | 歌う葬儀屋さん～下北半島でつなぐ命～                            | 青森放送       |      |
| 296 | 4月23日  | 全盲先生から生徒へ ～ラストメッセージ～                         | テレビ朝日     |      |
| 297 | 4月30日  | 潮凪に吹く風 ～福島・原発の町からのメッセージ～                 | 信越放送       |      |
| 298 | 5月7日   | 木こりシンガー ～森と人生の讃歌～                               | 北海道放送     |      |
| 299 | 5月14日  | 海のごみを“宝物”に! ～キラリ輝く男の未来～                      | メ～テレ       |      |
| 300 | 5月21日  | “いかさま手品師”全力疾走 ～笑う食堂に福来たれ～                 | 秋田放送       |      |
| 301 | 5月28日  | 青い鳥のカフェ ～ひきこもりからの一歩～                         | テレビ朝日     |      |
| 302 | 6月4日   | 笑って生きる一生 ～ALS患者がつくるグループホーム～              | 静岡放送       |      |
| 303 | 6月11日  | 今治発!大人気 産直市の秘密 ～スゴ腕農家とママ・パティシエ～     | 南海放送       |      |
| 304 | 6月18日  | 佐渡に癒されて… ～移住親子の野草茶づくり～                      | 新潟放送       |      |
| 305 | 6月25日  | 生きがい ～障がい者支援の現場から～                             | 大分放送       |      |
| 306 | 7月2日   | 被爆樹木の声を聴く～広島の永遠のみどり～                        | 中国放送       |      |
| 307 | 7月9日   | おっちゃんたちの夢～祇園祭196年ぶりに復活する鷹山～             | 朝日放送テレビ |      |
| 308 | 7月16日  | 未来へのゴング ～私のプロレス青春記～                           | 日本海テレビ   |      |
| 309 | 7月23日  | がれきに花を咲かせましょう ～震災オブジェと子どもたち～         | 山形放送       |      |
| 310 | 7月30日  | 心配するな、なんとかなる!～大衆演劇でめざす まちの元気～        | 北陸放送       |      |
| 311 | 8月6日   | 幸せの夢をよぶ ～山形唯一のミニデパート物語～                   | 山形放送       |      |
| 312 | 8月13日  | 甘くてシャリシャリ!小玉スイカ ～紀州発!情熱と人でつなぐ未来～   | 朝日放送テレビ |      |
| 313 | 8月20日  | この豚肉 うまいにぃ! ～ご縁を結ぶ仲良し家族～                   | メ～テレ       |      |
| 314 | 8月27日  | 俺たち ウォーターボーイズ!! 僕は見つけた                        | 山口放送       |      |
| 315 | 9月3日   | ふわふわニコニコ大山ライフ ～都会から来た風来坊～               | 山陰放送       |      |
| 316 | 9月10日  | カバンおじさんとアボカド～東かがわ発!地域の技を未来へ～         | 西日本放送     |      |
| 317 | 9月17日  | 輝かしい未来へ! ～極楽鳥花（ストレリチア）復活への道～          | 琉球放送       |      |
| 318 | 9月24日  | あのとうふ とってけろ ～宮城発!金融移動店舗車ものがたり～       | 東北放送       |      |
| 319 | 10月1日  | 醸すは奇跡の味 陸前高田発!発酵テーマパークの未来                | IBC岩手放送    |      |
| 320 | 10月8日  | 晴れやかに 私らしく ～35歳 女性僧呂の決意～                     | 宮崎放送       |      |
| 321 | 10月15日 | 希望のリンゴ～長野・台風災害からの再出発～                      | 信越放送       |      |
| 322 | 10月22日 | なんでもやる!～高知のエジソンのDNAを未来へ!～                   | 高知放送       |      |
| 323 | 10月29日 | スーパー保育士 バムちゃん                                       | 沖縄テレビ     |      |
| 324 | 11月12日 | あせるな!はぶくな!むりするな! 〜沖縄発!躍進するカット野菜工場〜 | 琉球放送       |      |
| 325 | 11月19日 | 切り拓け、一本道 〜マウンテンバイクで里山再生〜                 | 北日本放送     |      |
| 326 | 11月26日 | 牛と生きる 〜長崎・鷹島…あったか家族〜                          | 長崎放送       |      |
| 327 | 12月3日  | 食育戦隊コメンジャー〜農家はヒーロー!集え後継者〜               | RKB毎日放送    |      |
| 328 | 12月10日 | 新島日記〜ふたりぼっちの島暮らし〜                              | 南日本放送     |      |
| 329 | 12月17日 | いけだのそら 〜福井発…笑顔きらめく希望の町〜                    | 福井放送       |      |

### 2023年（令和5年）
| 回  | 放送日   | 内容                                                      | 制作局         | 備考 |
| --- | -------- | --------------------------------------------------------- | -------------- | ---- |
| 330 | 1月7日   | ゆるゆる山暮らし 〜ピリリな刺激の山椒ライフ〜             | 熊本放送       |      |
| 331 | 1月14日  | 生ききる 〜ALSかあちゃんの泣き笑い日記〜                  | 山陰放送       |      |
| 332 | 1月21日  | “海老道”まっしぐら!〜海なし県でエビ養殖はじめました〜     | 山梨放送       |      |
| 333 | 1月28日  | オペ室から大地へ! 〜外科医は農家になった〜                | 北海道放送     |      |
| 334 | 2月4日   | 神社の新時代 〜Yシャツ神主 奮闘記〜                       | 福島テレビ     |      |
| 335 | 2月11日  | たかが米、されど米 〜米穀店6代目の粘り〜                  | 四国放送       |      |
| 336 | 2月18日  | 地の涯“大いなる教室” 〜羅臼高校の感動授業〜               | 北海道放送     |      |
| 337 | 4月22日  | 幸せフラガール                                            | 山口放送       |      |
| 338 | 4月29日  | あのおおぞらをもう一度 〜津軽海峡に旗を振れ!〜            | 青森放送       |      |
| 339 | 5月6日   | 口福の献立 〜お腹と心を満たす嚥下食〜                     | 山形放送       |      |
| 340 | 5月13日  | 横山家は1場力 ようこそ!信州里山暮らし                     | 信越放送       |      |
| 341 | 5月20日  | “キラ星”たちの春 〜北の大地を巣立つ〜                     | 北海道放送     |      |
| 342 | 5月27日  | 103歳 哲代さんのひとり暮らし                              | 中国放送       |      |
| 343 | 6月3日   | 秘境の森はゆうえんち〜村のトム・ソーヤーと子どもたち〜    | 宮崎放送       |      |
| 344 | 6月10日  | 映画館がない街なんて 〜立ち上がった夫婦〜                 | 朝日放送テレビ |      |
| 345 | 6月17日  | 令和の「よろづや」〜街を元気に!奮闘記〜                   | テレビ朝日     |      |
| 346 | 6月24日  | 介護の救世主 ウチカ 〜モンゴルから来たチャンピオン〜      | 山形放送       |      |
| 347 | 7月1日   | 子ども記者と名コンビ!〜名山新聞 ほんわか物語              | 南日本放送     |      |
| 348 | 7月8日   | 476グラムの女の子 〜あおり、一年生になりました〜          | 高知放送       |      |
| 349 | 7月15日  | がん患者に未来を 〜世界にリードする医師〜                 | テレビ朝日     |      |
| 350 | 7月29日  | へそ太郎おじさん〜幸せつなぐ 芸の達人                     | 南海放送       |      |
| 351 | 8月5日   | Zoo Reborn 〜盛岡・飼育員奮闘記〜                         | IBC岩手放送    |      |
| 352 | 8月12日  | 玉入魂!熱き男たちの戦い 〜大分・日田天領スイカ〜          | 大分放送       |      |
| 353 | 8月19日  | 三代目は手袋DJ〜東かがわを手袋職人の聖地に!〜             | 西日本放送     |      |
| 354 | 9月2日   | 人形師翔る! 父と子の追い山笠                              | RKB毎日放送    |      |
| 355 | 9月9日   | 異色トリオ大作戦!〜新潟・ナス王国復活へ〜                 | 新潟放送       |      |
| 356 | 9月16日  | つなぐ、ともす 〜 秋田・竿燈 伝統の技 〜                  | 秋田放送       |      |
| 357 | 9月23日  | 伊豆おはな〜家族をつくる介護タクシー〜                    | 静岡放送       |      |
| 358 | 9月30日  | 新鮮野菜こーたり〜な! 〜知らんと もったいない“大阪もん”〜 | 朝日放送テレビ |      |
| 359 | 10月7日  | 亡き母への思い 〜人気塾講師と明石焼き〜                   | 琉球放送       |      |
| 360 | 10月14日 | 墨の芸術家、漁師になる                                    | 北陸放送       |      |
| 361 | 10月21日 | 今年もスーツで米作り!〜クールに楽しく!自分流農業〜        | 山形放送       |      |
| 362 | 10月28日 | 亡き母と歩む 三姉妹食堂                                   | 北日本放送     |      |
| 363 | 11月4日  | がんばれ、俺!〜なす産地を守るヒーロー〜                   | 四国放送       |      |
| 364 | 11月11日 | 涼太と親父の海日記〜気仙沼発!若きカキ漁師〜               | 東北放送       |      |
| 365 | 11月18日 | 美容師からコメ農家へ!～島根発!転職組の熱き日々～          | 日本海テレビ   |      |
| 366 | 11月25日 | 輝く女性保健師〜鹿児島発!離島巡回健診〜                   | 南日本放送     |      |
| 367 | 12月2日  | 楽しく食べる〜おばねちゃんの食卓〜                        | 沖縄テレビ     |      |
| 368 | 12月9日  | てまひまかける 家づくり人づくり                           | 熊本放送       |      |
| 369 | 12月16日 | 100年魅せる米づくり 〜町には元気な農業を!〜               | メ～テレ       |      |
| 370 | 12月23日 | 心、動かすAI                                              | 静岡放送       |      |

### 2024年（令和6年）
| 回  | 放送日   | 内容                                                      | 制作局       | 備考         |  |
| --- | -------- | --------------------------------------------------------- | ------------ | ------------ |  |
| 371 | 1月6日   | 完璧すぎる男〜筋トレ・洗濯・F-15〜                        | 長崎放送     |              |  |
| 372 | 1月13日  | 俺たちのパラダイス〜楽しもうぜ!人生のステージ〜           | 福井放送     |              |  |
| 373 | 1月20日  | わ紙とわたし 〜和紙がつないだ生きる場所〜                 | 高知放送     |              |  |
| 374 | 1月27日  | リンゴ農家、助けます! 〜青森発!若手チームの心意気〜       | 青森放送     |              |  |
| 375 | 2月3日   | 熱血社長と愛され営業マン〜会津塗のこれから〜              | 福島テレビ   |              |  |
| 376 | 2月10日  | 人生かけてやっています 〜旅する情熱ゲートボール先生〜     | 山梨放送     |              |  |
| 377 | 2月17日  | 新しい漁師のリーダーズ                                    | 山陰放送     |              |  |
| 378 | 2月24日  | つなぐ!酪農愛 〜“丘のまち”美瑛に生きる〜                  | 北海道放送   |              |  |
| 379 | 4月20日  | 藤前干潟のガタレンジャー 〜自然の魅力、伝えます〜         | メ～テレ     |              |  |
| 380 | 4月27日  | それでも歩き続ける 〜右手と両脚を失ったあの日〜           | テレビ朝日   |              |  |
| 381 | 5月4日   | 二人の力をあわせて 〜夢は消防士〜                         | 静岡放送     |              |  |
| 382 | 5月11日  | 伝えたい!ながのばあちゃん93歳                             | RKB毎日放送  |              |  |
| 383 | 5月18日  | ぶちかませ!小町〜女子相撲のココロ 9年の軌跡〜             | 山形放送     |              |  |
| 384 | 5月25日  | 沖縄発!カラフル石鹸 〜前向きな彼女たちの生き方〜          | 琉球放送     |              |  |
| 385 | 6月1日   | ニセコ発!“五感”の逸品 〜ユニーク家族の塩トマト〜          | 北海道放送   |              |  |
| 386 | 6月8日   | もりおか朝市物語                                          | IBC岩手放送  |              |  |
| 387 | 6月15日  | かさいのかっちゃ 〜青森発!小さな町のなんでも屋〜          | 青森放送     |              |  |
| 388 | 6月22日  | くぅちゃんとしげししさん 〜ふたりだけの桃源郷〜           | 南海放送     |              |  |
| 389 | 6月29日  | こころの居場所 〜みんなのいえカラフル〜                   | 大分放送     |              |  |
| 390 | 7月6日   | 樹を、成す                                                | 高知放送     |              |  |
| 391 | 7月13日  | きょうだい〜障がい者の兄弟姉妹として〜                    | RKB毎日放送  |              |  |
| 392 | 7月20日  | やる気だけが月謝 〜子どもの未来をひらく無料塾〜           | テレビ朝日   |              |  |
| 393 | 7月27日  | 走る!ボランティア先生 〜被災者を応援し続けた29年〜        | メ～テレ     |              |  |
| 394 | 8月3日   | 生まれ育ったこの国へ ～在留資格と18歳の夢～               | 信越放送     |              |  |
| 395 | 8月10日  | ポジティブ ～18歳、2つの夢を追いかける～                  | 山口放送     |              |  |
| 396 | 8月17日  | 日本舞踊とメープルシロップ ～国際結婚で私を知った～       | 北海道放送   |              |  |
| 397 | 8月24日  | 私の光 ～全盲のシングルマザー～                           | メ～テレ     |              |  |
| 398 | 8月31日  | 人生謳歌(おうか)!奏でる発明家 ～病が生んだ楽器 ポケたん～ | 北日本放送   |              |  |
| 399 | 9月7日   | 光と影 ～障がいと生きる 切り絵と暮らし～                  | 大分放送     |              |  |
| 400 | 9月14日  | ひげじいのハンドル ～77歳、動けるかぎり送り続けます～     | 山梨放送     |              |  |
| 401 | 9月21日  | かめたろう! ～ウミガメの町のアイドル～                    | 四国放送     |              |  |
| 402 | 9月28日  | 母を失ったクマ クラウド                                   | 中国放送     |              |  |
| 403 | 10月5日  | 私の名前はレディーヘべ                                    | 宮崎放送     |              |  |
| 404 | 10月12日 | 人生全開!シングルマザー!～農家をつなぐ信頼と笑顔～        | 北陸放送     |              |  |
| 405 | 10月19日 | 晴れのち晴れ ～岡山発!人と農がつながる場～                | 西日本放送   |              |  |
| 406 | 10月26日 | ぼくら令和のたけのこ族                                    | 新潟放送     |              |  |
| 407 | 11月2日  | お菓子なチャレンジ本舗～141年目の第一歩～                 | 南海放送     |              |  |
| 408 | 11月9日  | でこぼこジャグリング                                      | 沖縄テレビ   |              |  |
| 409 | 11月16日 | 暮らしを看（み）る ～まちを元気に!コミュニティナース～    | 福井放送     |              |  |
| 410 | 11月23日 | 木を編む～島根発!若き組子職人たち～                       | 日本海テレビ |              |  |
| 411 | 11月30日 | そば畑へ人事異動～サラリーマン農業のパパ～                | 信越放送     |              |  |
| 412 | 12月7日  | おらほの田んぼは二刀流～宮城発!コメ兄弟のご飯とパン～     | 東北放送     |              |  |
| 413 | 12月14日 | 新しい漁師のリーダーズ                                    | 山陰放送     | #377の再放送 |  |
| 414 | 12月21日 | 壊れたら直せる。～輪島塗再起への道～                      | 北陸放送     |              |  |

### 2025年（令和7年）
| 回  | 放送日  | 内容                                                                    | 制作局         | 備考 |
| --- | ------- | ----------------------------------------------------------------------- | -------------- | ---- |
| 415 | 1月4日  | マダムナンシー～鄭徳財（ていとくざい）の人生～                          | 長崎放送       |      |
| 416 | 1月11日 | サンマの海にほえろ! ～83歳、怪獣船頭～                                  | 東北放送       |      |
| 417 | 1月18日 | 100年先に残す絵本を作ろう～阪神淡路大震災から30年～                     | 朝日放送テレビ |      |
| 418 | 1月25日 | 本気で学び本気で遊ぶ!しまんちゅ高校                                     | 南日本放送     |      |
| 419 | 2月1日  | 清く・楽しく・美しく ～私たちスミレジェンヌ!～                          | 熊本放送       |      |
| 420 | 2月8日  | 南極に行った“殿様”～あこがれの大地へ～                                  | 北海道放送     |      |
| 421 | 4月19日 | マリさんのいぶりがっこ ～大好きな味を いつまでも～                      | 秋田放送       |      |
| 422 | 4月26日 | しょうゆバカセ物語 ～仲間とつかんだ日本一～                             | 福島テレビ     |      |
| 423 | 5月3日  | これが私の“チンドン人生”                                                | メ〜テレ       |      |
| 424 | 5月10日 | 島が誇るメロディー ～沖縄音楽の母 金井喜久子～                          | 琉球放送       |      |
| 425 | 5月17日 | ママの夢は金メダル ～音のない世界に生きて～                             | テレビ朝日     |      |
| 426 | 5月24日 | 忘れてもいいんだよ ～妻と歩む おだやかな日々～                          | 山形放送       |      |
| 427 | 5月31日 | 明日を変える!車いす“お着替え”職人たち                                   | テレビ朝日     |      |
| 428 | 6月7日  | 鬼になる ～太鼓で沸く 島の春～                                          | 新潟放送       |      |
| 429 | 6月14日 | 竹取おじさんの宝さがし ～地方課題の逆転劇～                             | 信越放送       |      |
| 430 | 6月21日 | がんサバイバーの私ができること ～笑いましょう!ひとりじゃないよ～        | 山形放送       |      |
| 431 | 6月28日 | ほっこりアツアツ酒まんじゅう ～大分発!嫁と姑(しゅうとめ) ドタバタ日記～ | 大分放送       |      |
| 432 | 7月5日  | ばあちゃんたちのハッピービジネス～山村発!知恵と笑顔と輝く未来～         | RKB毎日放送    |      |
| 433 | 7月12日 | 青森りんご革命 ～搾りかすをレザーにした男～                             | 青森放送       |      |
| 434 | 7月19日 | 世界に届け!鳥取の歌声～リトルフェニックス65年の軌跡～                   | 山陰放送       |      |
| 435 | 7月26日 | イヌワシよ ふたたび ～南三陸の森から～                                  | 東北放送       |      |
| 436 | 8月2日  | 盛岡ラーメン家族 ～生涯現役!84歳の青春～                                | IBC岩手放送    |      |
| 437 | 8月9日  | 見えない世界を変える～視覚障がい者とつくる新たな未来～                  | 西日本放送     |      |
| 438 | 8月16日 | ありのまま輝くブレイキン ～個性を強さに変えて生きる～                   | 静岡放送       |      |

## ナレーション
- 全国民教協加盟局アナウンサー
- 渡辺徹（俳優）
- ほか

## ネット局
- 本番組は、字幕放送を実施している。
- 本番組は同時ネット局のテレビ朝日（EX）、名古屋テレビ（メ〜テレ/NBN）、遅れネット局の琉球放送（RBC）を除き、ほとんどが県内で最初に開局した民放テレビ局で放送されている（ただし、佐賀県で開局したサガテレビでは放送実績を持たない）。
- 放送エリアが重複している山陰地方と沖縄県では、NKT、OTVで放送後、一週間程度遅れてBSS、RBCで放映される。このためBSS、RBCが制作した番組はNKT、OTVで先行放送される。

| 放送対象地域   | 放送局                       | 系列                          | 放送日時           | ネット状況 （テレビ朝日基準） | 備考       |
| -------------- | ---------------------------- | ----------------------------- | ------------------ | ----------------------------- | ---------- |
| 関東広域圏     | テレビ朝日（EX）             | テレビ朝日系列                | 土曜 5:20 - 5:50   | 同時ネット                    | 同時ネット |
| 中京広域圏     | 名古屋テレビ（メ〜テレ/NBN） | テレビ朝日系列                | 土曜 5:20 - 5:50   | 同時ネット                    | 同時ネット |
| 近畿広域圏     | 朝日放送テレビ（ABC TV）     | テレビ朝日系列                | 土曜 5:20 - 5:50   | 同時ネット                    | 同時ネット |
| 北海道         | 北海道放送（HBC）            | TBS系列                       | 日曜 5:45 - 6:15   | 遅れネット                    | [ 注 4 ]   |
| 青森県         | 青森放送（RAB）              | 日本テレビ系列                | 月曜 10:25 - 10:55 | 遅れネット                    |            |
| 岩手県         | IBC岩手放送（IBC）           | TBS系列                       | 日曜 6:00 - 6:30   | 遅れネット                    |            |
| 宮城県         | 東北放送（tbc）              | TBS系列                       | 日曜 6:00 - 6:30   | 遅れネット                    |            |
| 秋田県         | 秋田放送（ABS）              | 日本テレビ系列                | 日曜 6:30 - 7:00   | 遅れネット                    |            |
| 山形県         | 山形放送（YBC）              | 日本テレビ系列                | 日曜 6:30 - 7:00   | 遅れネット                    |            |
| 福島県         | 福島テレビ（FTV）            | フジテレビ系列                | 土曜 5:30 - 6:00   | 遅れネット                    |            |
| 新潟県         | 新潟放送（BSN）              | TBS系列                       | 日曜 5:45 - 6:15   | 遅れネット                    |            |
| 長野県         | 信越放送（SBC）              | TBS系列                       | 日曜 5:45 - 6:15   | 遅れネット                    |            |
| 山梨県         | 山梨放送（YBS）              | 日本テレビ系列                | 日曜 6:30 - 7:00   | 遅れネット                    |            |
| 静岡県         | 静岡放送（SBS）              | TBS系列                       | 日曜 5:45 - 6:15   | 遅れネット                    |            |
| 富山県         | 北日本放送（KNB）            | 日本テレビ系列                | 日曜 5:45 - 6:15   | 遅れネット                    | [ 注 5 ]   |
| 石川県         | 北陸放送（MRO）              | TBS系列                       | 日曜 6:00 - 6:30   | 遅れネット                    |            |
| 福井県         | 福井放送（FBC）              | 日本テレビ系列 テレビ朝日系列 | 金曜 10:20 - 10:50 | 遅れネット                    |            |
| 鳥取県・島根県 | 日本海テレビ（NKT）          | 日本テレビ系列                | 月曜 10:55 - 11:25 | 遅れネット                    |            |
| 鳥取県・島根県 | 山陰放送（BSS）              | TBS系列                       | 水曜 11:00 - 11:30 | 遅れネット                    |            |
| 広島県         | 中国放送（RCC）              | TBS系列                       | 日曜 5:45 - 6:15   | 遅れネット                    |            |
| 山口県         | 山口放送（KRY）              | 日本テレビ系列                | 金曜 10:25 - 10:55 | 遅れネット                    | [ 注 6 ]   |
| 徳島県         | 四国放送（JRT）              | 日本テレビ系列                | 水曜 10:55 - 11:25 | 遅れネット                    |            |
| 香川県・岡山県 | 西日本放送（RNC）            | 日本テレビ系列                | 日曜 6:30 - 7:00   | 遅れネット                    |            |
| 愛媛県         | 南海放送（RNB）              | 日本テレビ系列                | 月曜 10:25 - 10:55 | 遅れネット                    |            |
| 高知県         | 高知放送（RKC）              | 日本テレビ系列                | 日曜 5:45 - 6:15   | 遅れネット                    |            |
| 福岡県         | RKB毎日放送（RKB）           | TBS系列                       | 日曜 5:45 - 6:15   | 遅れネット                    |            |
| 長崎県         | 長崎放送（NBC）              | TBS系列                       | 日曜 5:45 - 6:15   | 遅れネット                    |            |
| 熊本県         | 熊本放送（RKK）              | TBS系列                       | 日曜 6:00 - 6:30   | 遅れネット                    | [ 注 7 ]   |
| 大分県         | 大分放送（OBS）              | TBS系列                       | 日曜 6:15 - 6:45   | 遅れネット                    |            |
| 宮崎県         | 宮崎放送（MRT）              | TBS系列                       | 日曜 6:15 - 6:45   | 遅れネット                    | [ 注 8 ]   |
| 鹿児島県       | 南日本放送（MBC）            | TBS系列                       | 日曜 6:15 - 6:45   | 遅れネット                    |            |
| 沖縄県         | 琉球放送（RBC）              | TBS系列                       | 土曜 6:00 - 6:30   | 遅れネット                    |            |
| 沖縄県         | 沖縄テレビ（OTV）            | フジテレビ系列                | 日曜 6:30 - 7:00   | 遅れネット                    |            |

### 民教協未加盟のネット局
以下は民教協には加盟していないが、趣旨に賛同して放送している放送局。いずれも遅れネット。
- BS朝日（日本全域・BSデジタル放送） - 金曜 5:55 - 6:25
- TOKYO MX1（MX・東京都・独立局） -  土曜 27:30 - 28:00
- 群馬テレビ（GTV・群馬県・独立局） -  土曜 13:30 - 14:00